# Невероятното пътуване към дома
„Невероятното пътуване към дома“ (на английски: Homeward Bound: The Incredible Journey) е американски приключенски комедиен филм от 1993 г. и е римейк на „Невероятното пътуване“ от 1963 г., който е базиран на едноименния роман от 1961 г., написан от Шийла Бърнфорд. Режисиран от Дуейн Данем, премиерата му е на 3 февруари 1993 г. Печели 57 млн. долара в световен мащаб и е последван от „Изгубени в Сан Франциско“ (1996). Филмът се посвещава на продуцента Франклин Р. Леви, който умира по време на производството.